# To be announced
Pour les articles homonymes, voir TBA.
To be announced (TBA), to be confirmed ou continued (TBC), to be determined ou decided ou declared (TBD), ainsi que d'autres variantes, sont des termes génériques utilisés de façon très générale dans la planification d'événements pour indiquer que même si quelque chose est prévu ou prévu d'arriver, un aspect particulier de ce qui reste à être organisé ou confirmé.

## TBA vs. TBC vs. TBD
Ces expressions sont semblables, mais peuvent être utilisées pour différents degrés d'indétermination :
- To be determined ou To be decided (TBD)[1] : la pertinence, la faisabilité, le lieu, etc. d'un événement donné n'a pas encore été décidé.
- To be announced (TBA) ou To be declared (TBD) : des détails ont peut-être été déterminés, mais ne sont pas encore prêts à être annoncés.
- To be confirmed (TBC), To be resolved (TBR)[2] ou To be provided (TBP)[3] : les détails ont peut-être été déterminés et éventuellement annoncés, mais ils peuvent encore être modifiés avant d’être finalisés.

D'autres expressions similaires, parfois utilisées pour véhiculer le même sens et utilisant les mêmes abréviations, incluent « à déterminer », « à arranger », « à juger », « à faire », « à décider » et « être déclaré ».
L'utilisation de l'abréviation « TBA » est officiellement rapportée dans un ouvrage de référence au moins dès 1955 et « TBD » de la même manière dès 1967.

## Exemples
Ces différents termes réservés sont souvent utilisés pour indiquer au public qu’il reste à pourvoir un poste vacant dans une composition de conférenciers, de musiciens ou d’autres artistes. Les termes indiquent également fréquemment qu'une œuvre créative, telle qu'un album ou un film, est à paraître, mais que la date de sortie n'est pas encore connue. Si le projet à venir n'est pas encore nommé, ces espaces réservés peuvent être utilisés pour indiquer que le nom n'a pas encore été sélectionné, bien que le projet puisse également être désigné comme « untitled » (« sans titre ») dans l'attente de cette détermination. Les termes sont également utilisés dans les programmes sportifs, en particulier lorsqu'une équipe a verrouillé une position dans un calendrier de séries éliminatoires, mais que son adversaire ne peut pas encore être déterminé car plusieurs équipes peuvent se qualifier pour la place en fonction de leurs victoires ou défaites restantes pour la saison, ou parce que d’autres équipes n’ont pas encore participé aux séries éliminatoires qui détermineront qui fera face à l’équipe bloquée. Au gouvernement et dans les entreprises, les termes peuvent être utilisés pour indiquer qu'un poste vacant dans une organisation doit être pourvu, ou inversement, une personne en particulier occupera un poste non encore créé.

## Type d'investissement
Le terme « TBA » (qui signifie « to be announced ») est également utilisé pour décrire un type spécifique d'investissement hypothécaire simple, le titre adossé à une hypothèque à terme. Il sert à indiquer que l'investisseur acquiert une partie d'un ensemble de prêts hypothécaires non encore spécifiés, qui sera précisée à une date de livraison donnée. Cet usage existe au moins depuis les années 1980.